# Deniz Bolışık
Deniz Bolışık (* 31. Juli 1982 in Ankara) ist eine türkische Schauspielerin.

## Leben und Karriere
Bolışık wurde am 31. Juli 1982 in Ankara geboren. Sie war in der Vorbereitungsklasse an der Fakultät für Wirtschaftswissenschaften der Universität des 9. September. Später wechselte sie an die Hacettepe-Universität.
Ihr Debüt gab sie 2005 in der Fernsehserie Kırık Kanatlar. Bekannt wurde Bolışık durch ihre Rolle in der Serie Aşkın Bedeli. Zu ihren weiteren Werke gehören Kanatsız Kuşlar und Kırlangıç Fırtınası. Bolışık spielte in Theaterstücken wie Midas’ın Kulakları und Zoraki Hekim Moliere mit.

## Filmografie
Filme
- 2008: Kelebek
- 2009: Tamirci Çırağı
- 2021: 15/07 Şafak Vakti

Serien
- 2006: Kırık Kanatlar
- 2006: Hisarbuselik
- 2007: Ayrılık
- 2007: Eşref Saati
- 2007: Nazlı Yarim
- 2011: Canan
- 2013–2015: Aşkın Bedeli
- 2017: Kırlangıç Fırtınası
- 2017–2018: Kanatsız Kuşlar
- 2019: Nöbet
- 2022: Mahkum
- seit 2023: Küçük Dahi: İbn-i Sina
- 2024: Kötü Kan